# Phreatia stresemannii
Phreatia stresemannii är en orkidéart som beskrevs av Johannes Jacobus Smith. Phreatia stresemannii ingår i släktet Phreatia och familjen orkidéer. Inga underarter finns listade i Catalogue of Life.